# CLC (instruction x86)
Pour les articles homonymes, voir CLC.
CLC est une instruction pour les processeurs de la famille x86.

## Description
L'instruction CLC est un mnémonique pour Clear Carry Flag (Désarme le drapeau de retenue). Cette instruction désarme, c'est-à-dire met à zéro, le drapeau de retenue CF (bit 0 du registre EFLAGS).
L'instruction CLC est une instruction de base des processeurs x86. Elle fut implémentée sur le premier processeur de cette famille, le 8086.
| Opcode | Instruction | Description                   |
| ------ | ----------- | ----------------------------- |
| F8     | CLC         | Désarme le drapeau de retenue |

### Drapeauxaffectés
Seul le drapeau de retenue CF du registre EFLAGS est affecté. Aucun des autres drapeaux n'est changé.

### Exceptions générées
Cette instruction ne génère aucune exception dans aucun des trois modes de fonctionnement du processeur x86 (Mode réel, Mode virtuel 8086, Mode protégé).

## Exemple d'utilisation
Les exemples proposés ne sont valables que pour les processeurs x86.

### Langageassembleur
- MASM (Syntaxe Intel)

```
	mov al, 0FFh
	add al, 1		; le CF est armé après cette addition
	CLC			; désarme le CF
	jc @retenue		; le saut conditionnel n'est pas pris !
	nop			; cette instruction sera bien exécutée
@retenue:

```